# Raghavendra Math (Mantralayam)
Shri Raghavendra Math, mieux connu sous le nom de Rayara Math (populairement connu sous le nom de Shri Raghavendra Swamy Mutt, anciennement connu sous le nom de Kumbakonam Math, Vibhudendra Math, Dakshinadi Mutt ou Vijayendra Math ou Sushameendra Math) est l'un des monastères Dvaita Vedanta (Matha) descendant de Madhvacharya à Sri Jayatirtha avec Vibudhendra Tirtha (un disciple de Ramchandra Tirtha). C'est l'un des trois principaux monastères issus de la lignée de Jayatirtha, les deux autres étant Uttaradi Math et Vyasaraja Math et sont conjointement appelés Mathatraya,,. Ce sont les pontifes et les pandits du Mathatraya qui ont été les principaux architectes du Dvaita Vedanta post-Madhva à travers les siècles.

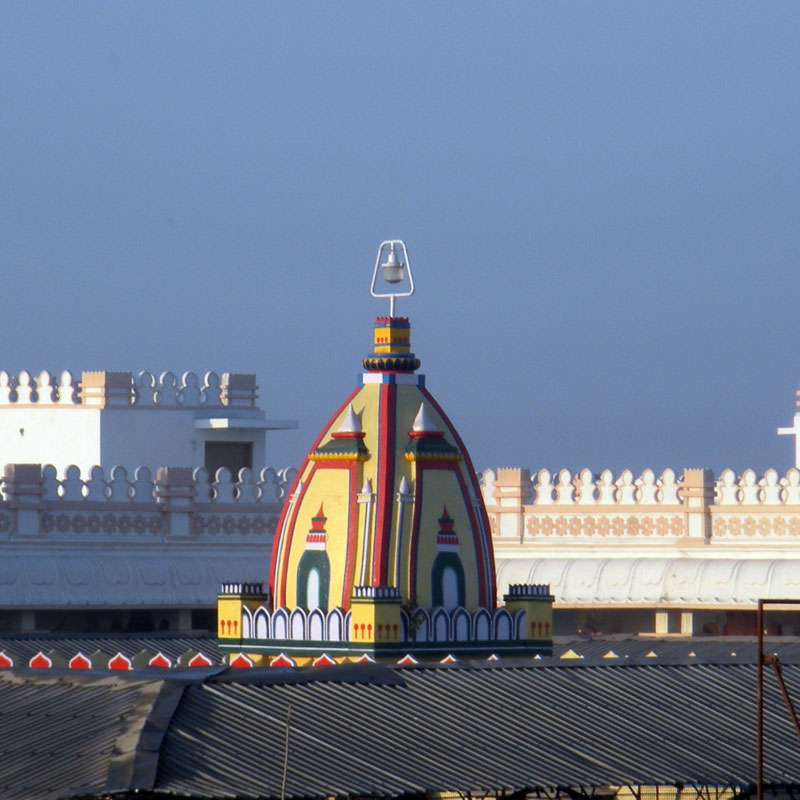
Sri Raghavendra Swamy Mutt, Mantralayam.

Les disciples de Ramachandra Tirtha sont Vidyanidhi Tirtha et Vibhudendra Tirtha. Vidyanidhi Tirtha a continué dans la lignée d'Uttaradi Matha et Vibhudendra Tirtha a établi Dakshinadi Matha à Kumbhakonam. Ces lignées ont été formées et se sont perpétuées au profit de la philosophie Madhva afin que de plus en plus d'individus aient accès à la philosophie et obtiennent Upadeśa (guidance spirituelle). Plus tard, ce matha fut connu sous le nom de Kumbhakona Matha. Après l'époque du célèbre Vijayendra Tirtha, il est devenu connu sous le nom de Vijayendra Math. Après la période de Sri Subodhendra Tirtha (1799-1835), le math est affecté à Nanjanagud, c'est pourquoi il sera également connu sous le nom de Nanjanagud Sri Raghavendra Swamy Mutt. Au cours des dernières décennies, le math établit son siège à Mantralayam. C'est la demeure sacrée de Sri Raghavendra teertha (1621-1671) qui est l'une des personnalités éminentes de la lignée de Madhvacharya. Sri Raghavendra Swami Mutt (le temple et le monastère entourant le lieu de sépulture de Sri Raghavendra Teertha) est situé sur la rive de la rivière Tungabhadrâ à Mantralayam dans le taluk d'Adoni du district de Kurnool dans l'Andhra Pradesh, en Inde,.

## Histoire
Raghavendra Math descend de Jagadguru Shri Madhvacharya par l'intermédiaire de Vibhudendra Tirtha et est né au XVe siècle,,. Le Raghavendra Math a été fondé au XVe siècle par Vibhudendra Tirtha à Kumbhakonam. Ainsi, auparavant, le matha était connu sous le nom de Kumbhakonam Matha ou Dakshinadi Math et plus tard, le matha a été rendu populaire sous le nom de Sri Vijayendra Mutt d'après Vijayendra Tirtha par Sudhindra Tirtha, un disciple et successeur du pontificat de Kumbakonam Matha. Après son disciple Sudhindra Tirtha, le saint dvaita le plus vénéré Raghavendra Tirtha continua dans la lignée pontificale en tant que pontife du matha.

## Divinités vénérées

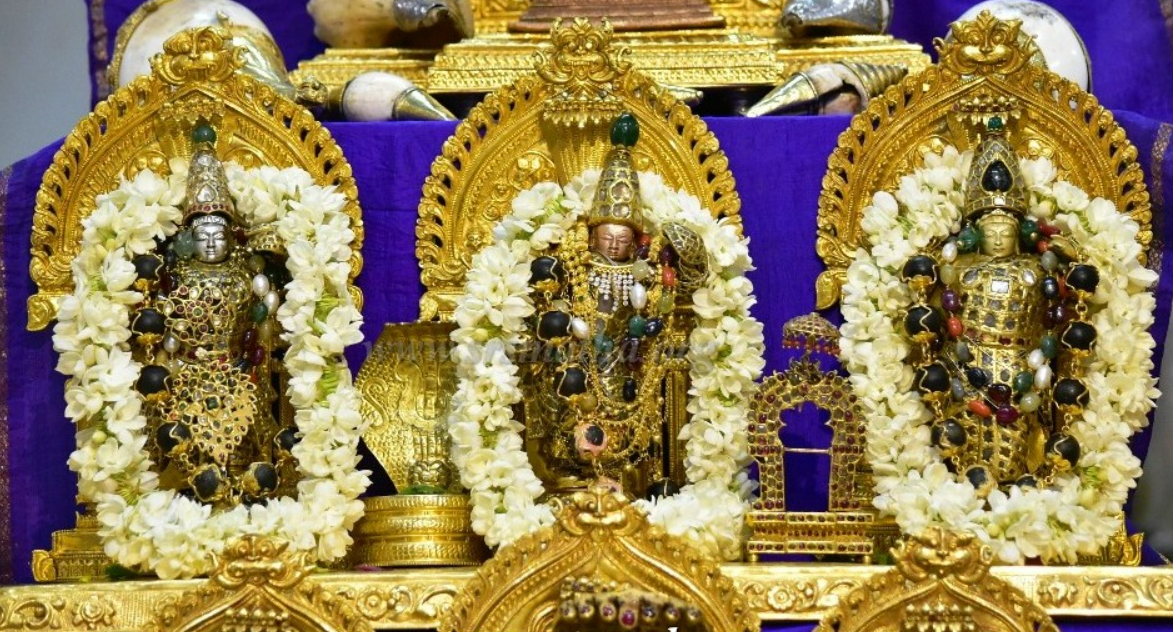
Sri Moola rama, Digvijaya rama et Jayarama Idols à Raghavendra Math.

Le Moola Rama est la divinité principale du matha. Aux côtés de Mool Rama, Sri Digvijaya Rama (vénéré par Sri Madhvacharya) et Jaya Rama (vénéré par Sri Jayateertha) sont vénérés à Sri Raghavendra Swamy Mutt,. Deux Vyasamushtis, Sri Shodasha bahu Narasimha vénéré par Sri Vibudhendra teertha et Santana Gopala Krishna, Vaikuntha Vasudeva, Vitthala et d'autres divinités éminentes ayant une importance historique significative sont vénérées dans le math.
Purandara Dasa a décrit de manière significative le culte de Moolarama pratiqué par son contemporain Yatishwara Srisurendratirtha. Sri Gopala Dasa mentionne Vasudhendratirtha huit fois dans le Suladi de Moolarama appelé « Taranikulotpanna Taputakanchanavarna ». Sri Jagannath Dasa a composé des kirtans sur de nombreux Yativarenyas de Sri Raghavendra Math, citant Moolaram. Il mentionne également chaleureusement son gourou bien-aimé Sri Raghavendra teertha. Il décrit également le Moola rama comme le dieu bien-aimé de Vasudhendra teertha̤.

## Guru Parampara
Le Guru Parampara (lignée des saints) de Sri Raghavendra Swamy Mutt est donné ci-dessous :  
1. Sri Madhvacharya
2. Sri Padmanabha Tirtha
3. Sri Narahari Tirtha
4. Sri Madhava Tirtha
5. Sri Akshobhya Tirtha
6. Sri Jayatirtha
7. Sri Vidyadhiraja Tirtha
8. Sri Kavindra Thirtha
9. Sri Vaageesha Thirtha
10. Sri Ramachandra Tirtha
11. Sri Vibudhendra Tirtha
12. Sri Jitamitra Tirtha
13. Sri Raghunandana Tirtha
14. Sri Surendra Tirtha
15. Sri Vijayeendra Tirtha
16. Sri Sudhindra Tirtha
17. Sri Raghavendra Tirtha
18. Sri Yogeendra Tirtha
19. Sri Sooreendra Tirtha
20. Sri Sumateendra Tirtha
21. Sri Upendra Tirtha
22. Sri Vadeendra Tirtha
23. Sri Vasudhendra Tirtha
24. Sri Varadendra Tirtha
25. Sri Dheerendra Tirtha
26. Sri Bhuvanendra Tirtha
27. Sri Subodhendra Tirtha
28. Sri Sujanendra Tirtha
29. Sri Sujnanendra Tirtha
30. Sri Sudharmendra Tirtha
31. Sri Sugunendra Tirtha
32. Sri Suprajnendra Tirtha
33. Sri Sukrutheendra Tirtha
34. Sri Susheelendra Tirtha
35. Sri Suvrateendra Tirtha
36. Sri Suyameendra Tirtha
37. Sri Sujayeendra Tirtha
38. Sri Sushameendra Tirtha
39. Sri Suyateendra Tirtha
40. Sri Subudhendra Tirtha – (Pontife actuel)[17]